# Conventio in manum
Conventio in manum – w prawie rzymskim, wejście żony pod władzę agnacyjną (manus) męża.

## Skutkiconventionis in manumi jego braku
Samo zawarcie ważnego małżeństwa, które następowało poprzez nieformalne oświadczenia woli nupturientów, nie powodowało uzyskania władzy nad żoną, i żona mogła pozostawać poza rodziną agnatycyjną swojego męża. Władzę ojcowską nad nią mógł utrzymać wówczas jej dotychczasowy pater familias (jeśli była osobą alieni iuris), bądź mogła pozostawać sui iuris, jeżeli status ten uzyskała wcześniej. Wtedy, w stosunku do rodziny męża, pozostawała osobą obcą (nawet wobec własnych dzieci). Takie małżeństwo niektórzy współcześni romaniści nazywają matrimonium sine manu.
Conventio in manum (wejście pod władzę męża) następowało poprzez czynności prawne. Jeżeli żona dostawała się pod władzę swego męża (manus) jako głowy rodziny, wówczas z punktu widzenia prawa stawała się agnacyjną córką swojego męża (filia loco), a w stosunku do swoich dzieci była agnacyjną siostrą (soror loco). Jeżeli przed zawarciem małżeństwa, będąc osobą sui iuris, miała własny majątek, wówczas traciła go na rzecz głowy swojej nowej rodziny agnatycznej. Jeżeli sam mąż nie był sui iuris, dostawała się ona pod władzę jego patris familias. Z kolei takie małżeństwo określane jest niekiedy jako matrimonium cum manu.
Conventio in manum było jedną z przyczyn powodujących capitis deminutio minima. Oznaczało ono wykluczenie kobiety z kręgu spadkobierców po jej ojcu (było to w pewnym stopniu rekompensowane przez danie posagu przez ojca). Kobieta uzyskiwała jednak prawo do spadku po swoim mężu.

## Sposoby wejścia podmanum
Conventio in manum mogło odbyć się na trzy sposoby: confarreatio, coemptio lub usus.
- Confarreatio było obrzędem o charakterze sakralnym (złożenie Jowiszowi ofiary z ciasta orkiszowego zwanego panis farreus), wywołującym skutek prawny pod postacią uzyskania władzy nad żoną. Wymagana była obecność dwóch kapłanów (Pontifex maximus i Flamen Dialis) oraz 10 świadków. Niektóre godności kapłańskie zastrzeżone były dla dzieci pochodzących z takiego małżeństwa.
- Coemptio to pozorna sprzedaż kobiety we władzę męża w drodze mancypacji.

- Conventio in manum mogło także nastąpić w drodze swego rodzaju zasiedzenia władzy nad żoną (usus). Następowało to, jeżeli żona pozostawała w domu swego męża nieprzerwanie przez okres roku. Wystarczyło jednak, by opuściła ten dom na trzy kolejne noce, by mąż nie nabywał nad nią władzy – tzw. usurpatio trinoctis.